# Agnieszka Kierys
Agnieszka Kierys – polska chemiczka, dr hab., adiunkt Instytutu Nauk Chemicznych Wydziału Chemii Uniwersytetu Marii Curie-Skłodowskiej.

## Życiorys
W 2005 roku uzyskała tytuł magistra chemii na podstawie pracy Mesoporous Silica Fibres: Preparation, Characterisation and the Adsorption of Cytochrome c. 25 stycznia 2010 obroniła pracę doktorską Właściwości i przemiany temperaturowe matryc micelarnych w porach materiałów krzemionkowych typu MCM-41, następnie uzyskała stopień doktora habilitowanego. 15 kwietnia 2019 uzyskała stopień doktora habilitowanego. Objęła funkcję adiunkta w Instytucie Nauk Chemicznych na Wydziale Chemii Uniwersytetu Marii Curie-Skłodowskiej.